# بات ميرفي (مخرجة)
بات ميرفي (بالإنجليزية: Pat Murphy)‏ هي مخرجة أيرلندية، ولدت في 1951 في دبلن في جمهورية أيرلندا.

## وصلات خارجية
- بات ميرفي على موقع IMDb (الإنجليزية)
- بات ميرفي على موقع قاعدة بيانات الفيلم (الإنجليزية)